# Squid (arma)

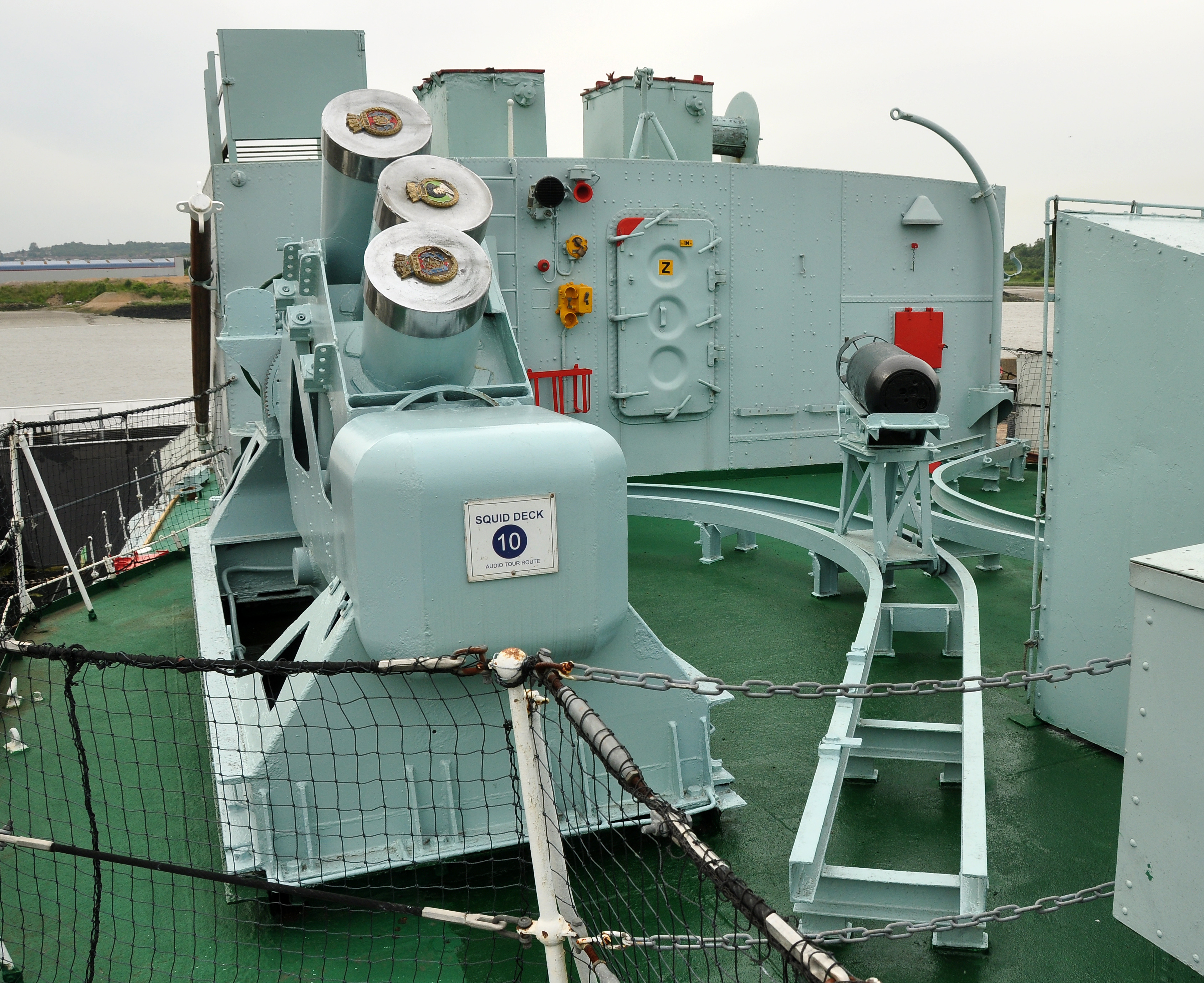
Squit a la proa del HMS Cavalier

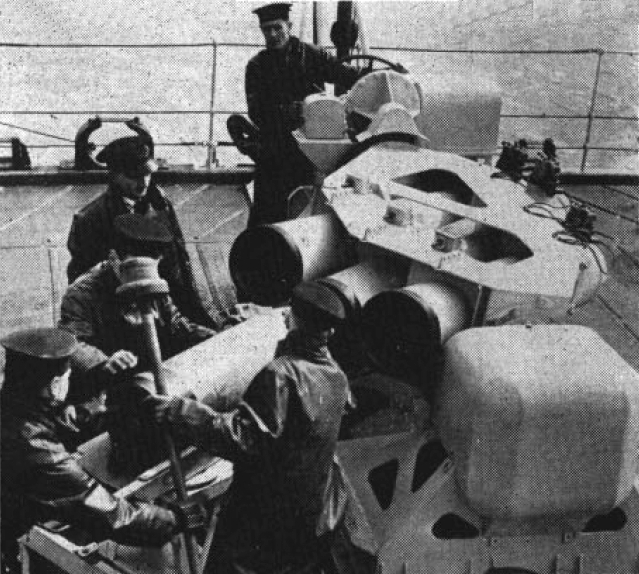
Mariners carregant un morter anti-submarí Squid (1952)

L' Squid(calamar en anglès) era una arma antisubmarina desenvolupada per la Royal Navy a la Segona Guerra Mundial en resposta a la creixent amenaça submarina alemanya. Consistia en tres canons de morter que llençaven càrregues de profunditat. Va ser un desenvolupament posterior al sistema Hedgehog i va ser substituïda pel sistema Limbo
L'arma consistia en tres canons de morter muntats en línia, lleugerament descentrats per a augmentar la dispersió dels projectils. Els canons estaven instal·lats en un afust que podia rotar 90 graus per a efectuar la recarrega.
Els projectils pesaven 177 kg. El projectil s'enfonsava dins l'aigua a una velocitat de 13,3 m/s i portava una espoleta cronomètrica per ajustar la profunditat a la que esclataria, que com a màxim podia ser 274 metres.
El sistema estava enllaçat amb el sonar de la nau que el disparava automàticament. Els projectils cobrien una àrea triangular aproximada de 40 metres de costat i 250 metres per davant la nau. Molts muntatges Squid eren dobles, amb el que es cobrien dos triangles oposats enfront de la proa de la nau. Els anàlisis de postguerra van demostrar que era nou vegades més efectiu que les càrregues de profunditat convencionals.

## Especificacions
- Calibre: 305 mm (12 in)
- Pes: 177 kg (390 lb)
- Quantitat d'explosius: 94 kg (207 lb)
- Abast: 250 m (275 iardes)
- Velocitat d'enfonsament: 13,3 m / s (43,5 ft / s)
- Profunditat màxima d'ús: 274 m (900 peus)